# 샤흐레 코즈 스타디움
샤흐레 코즈 스타디움(페르시아어: ورزشگاه شهدای شهرقدس, 영어: Shahr-e Qods Stadium)은 이란 코즈에 위치한 축구 전용 경기장이다. 파이칸의 홈구장으로 사용되고 있다.
수용 인원은 18,000명이다.